# Rußgrenze

Lambda und Massenverhältnis

Die Rußgrenze, auch Rauchgrenze, (englisch soot limit bzw. black smoke limit) ist eine Kenngröße für den Betrieb von Dieselmotoren. Sie beschreibt den Punkt in der Kurve des stöchiometrischen Kraftstoffverhältnisses, ab dem die Menge des zugeführten Kraftstoffs größer ist als die des zur Verbrennung benötigten Sauerstoffs. Ist dies der Fall, spricht man von einem zu „fetten“ Gemisch. Insofern gilt die Forderung, den Motor mit einem „mageren“ Gemisch arbeiten zu lassen, um zu vermeiden, dass der unverbrannte Treibstoff sich als Ruß an der Innenwand der Brennkammer niederschlägt. Diese Ablagerung, besonders am Kolben und der Lauffläche des Zylinders führt langfristig zu einem Motorschaden. Moderne Dieselmotoren sind so ausgelegt, dass sie die Rußgrenze bei einem Verbrennungsluftverhältnis {\displaystyle \lambda } (Lambda) = 1,3 erreichen. Äußerlich ist das Überschreiten der Rußgrenze durch gegenüber dem Normalbetrieb deutlich schwärzeres Abgas bemerkbar.